# Église de la Vierge de Cointicourt
L'église de la Vierge est une église située à Monnes, en France.

## Description

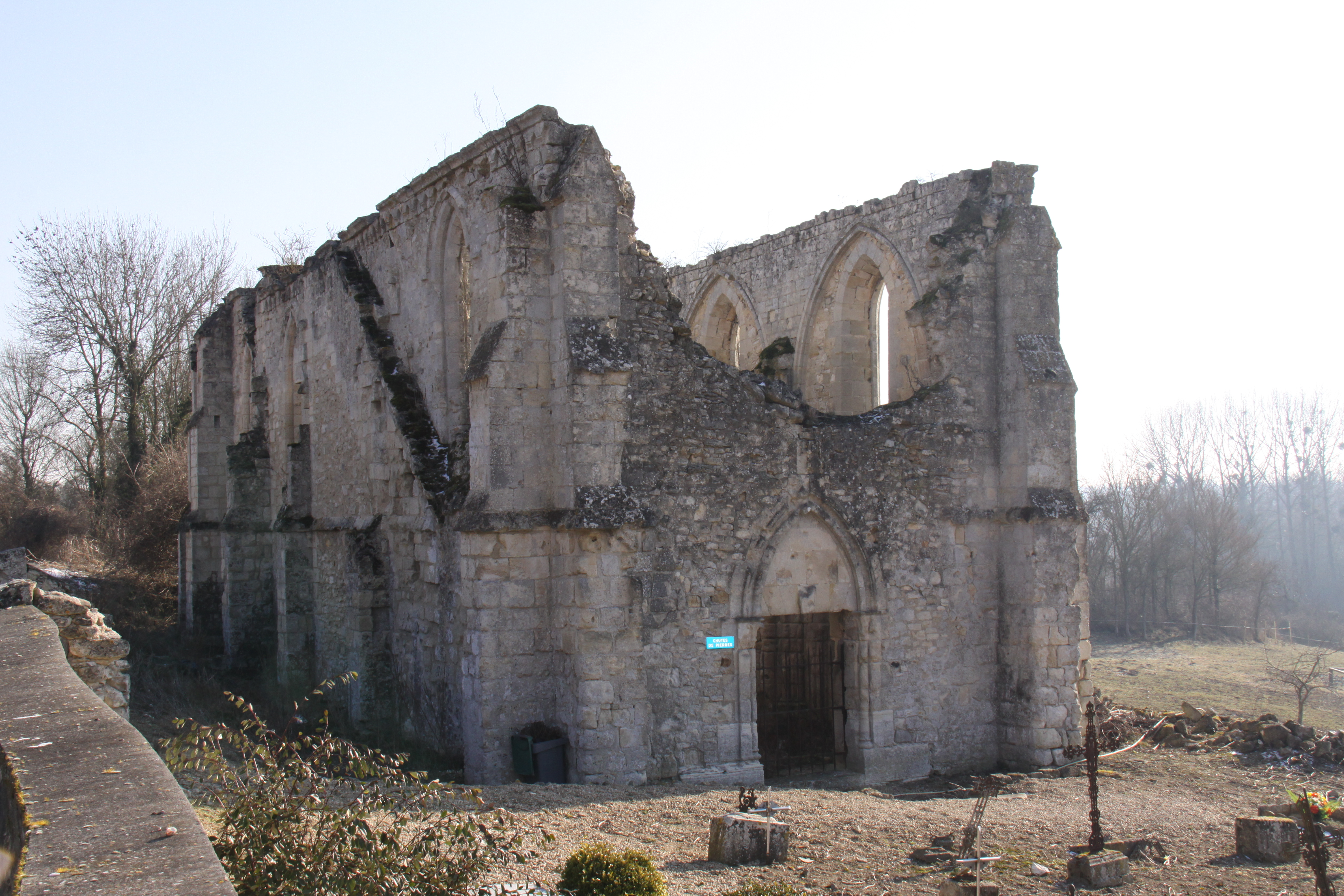
Vue générale de la façade occidentale
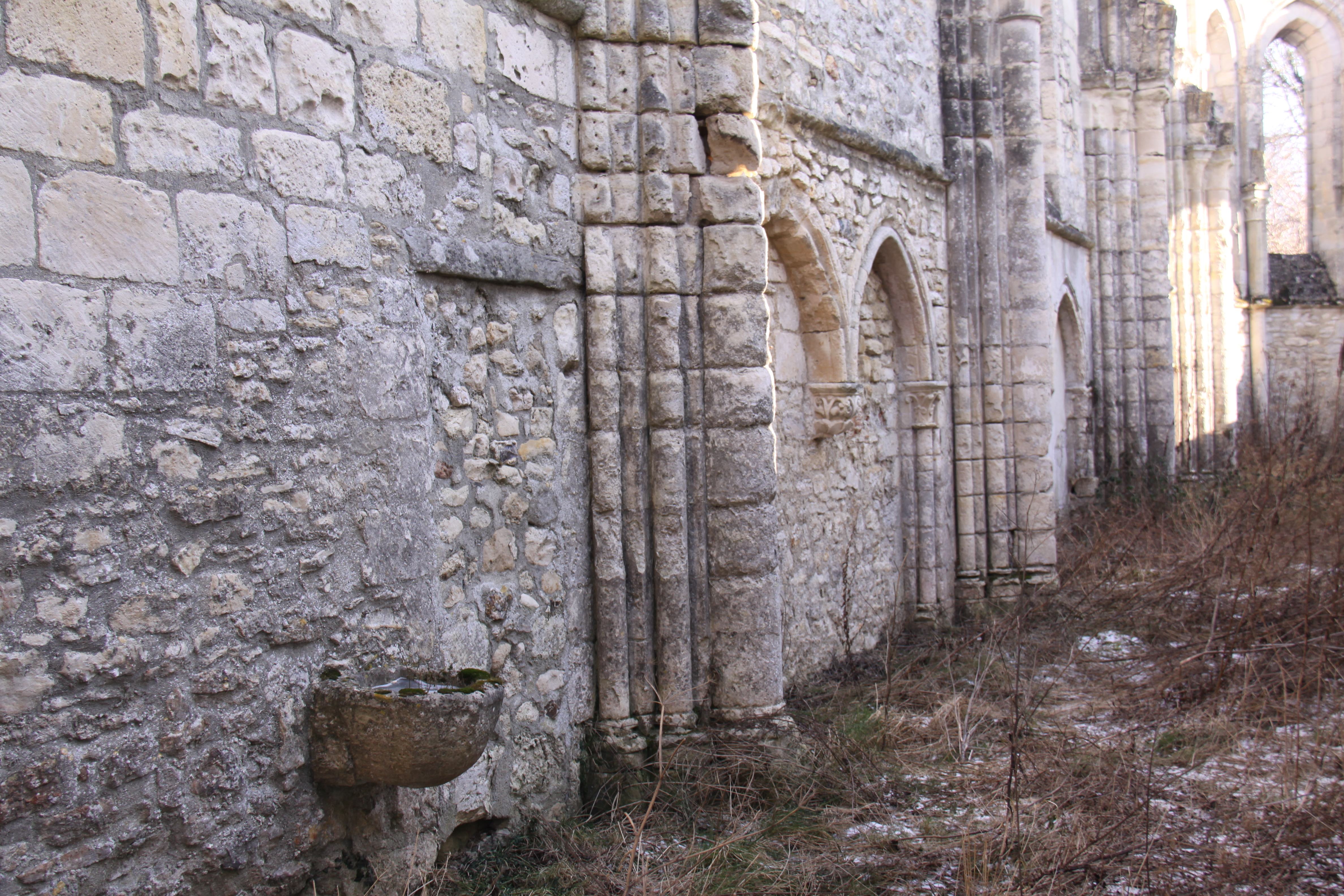
Vue partielle de la nef, mur Nord
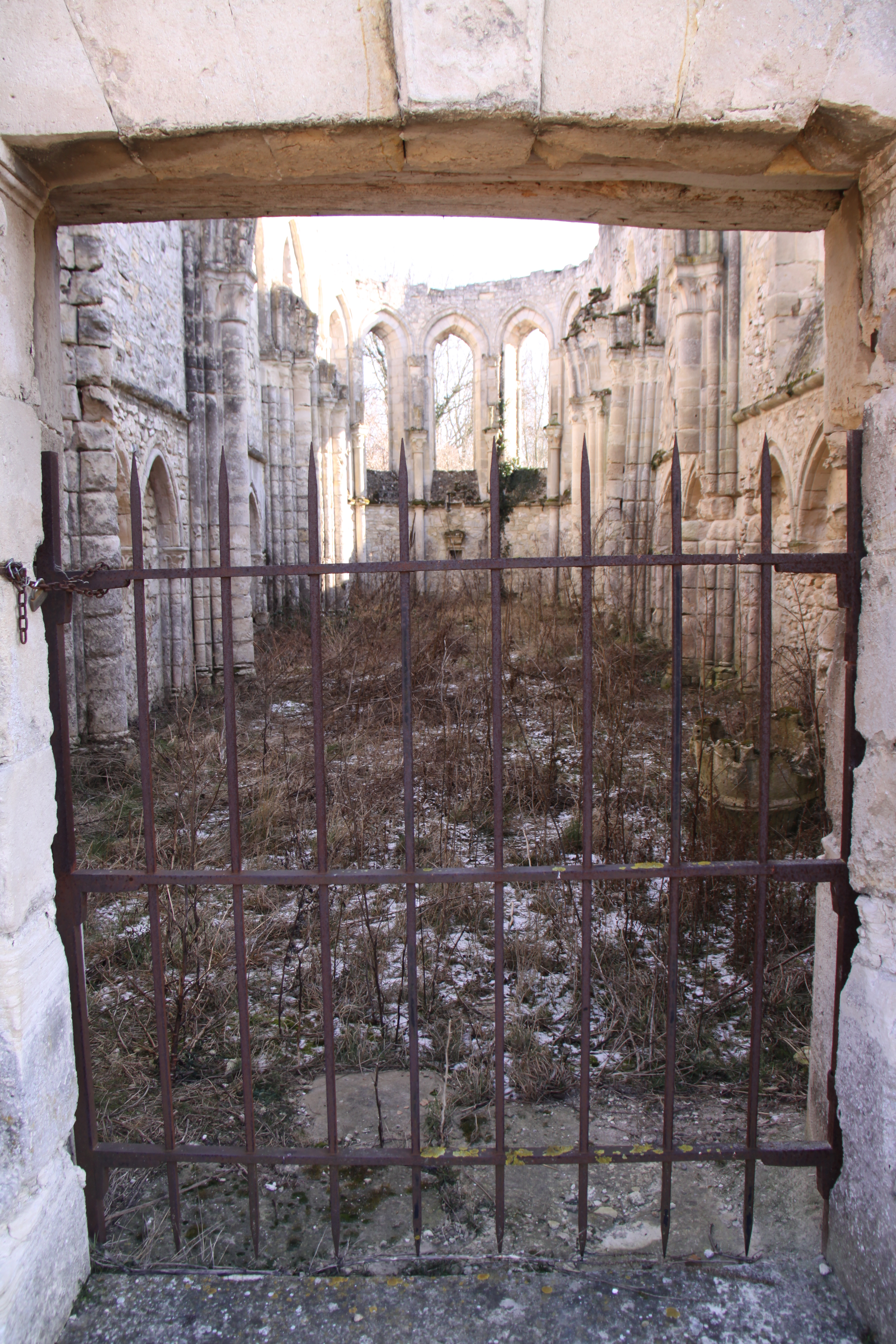
Fonts baptismaux à droite
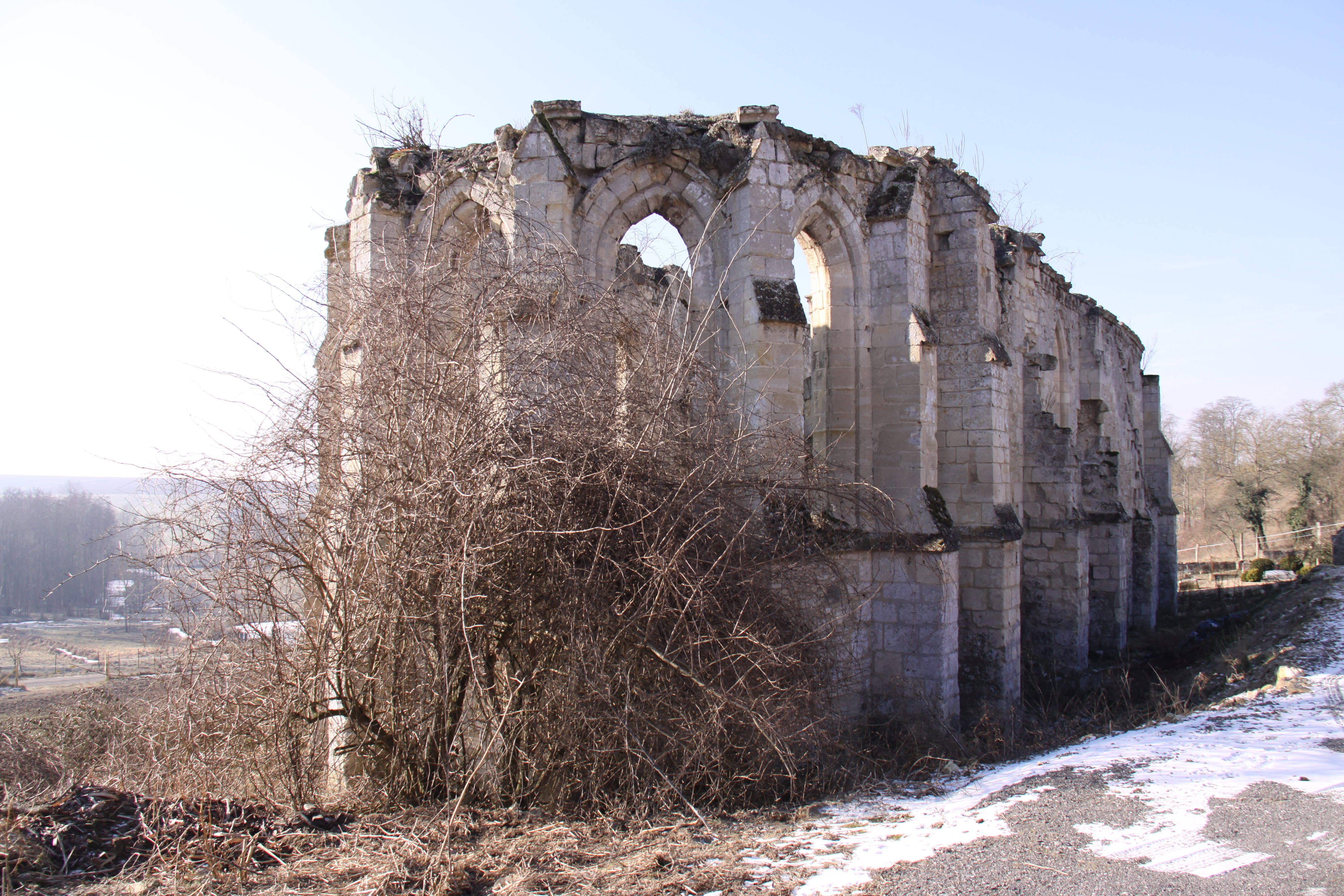
Ensemble vue Nord
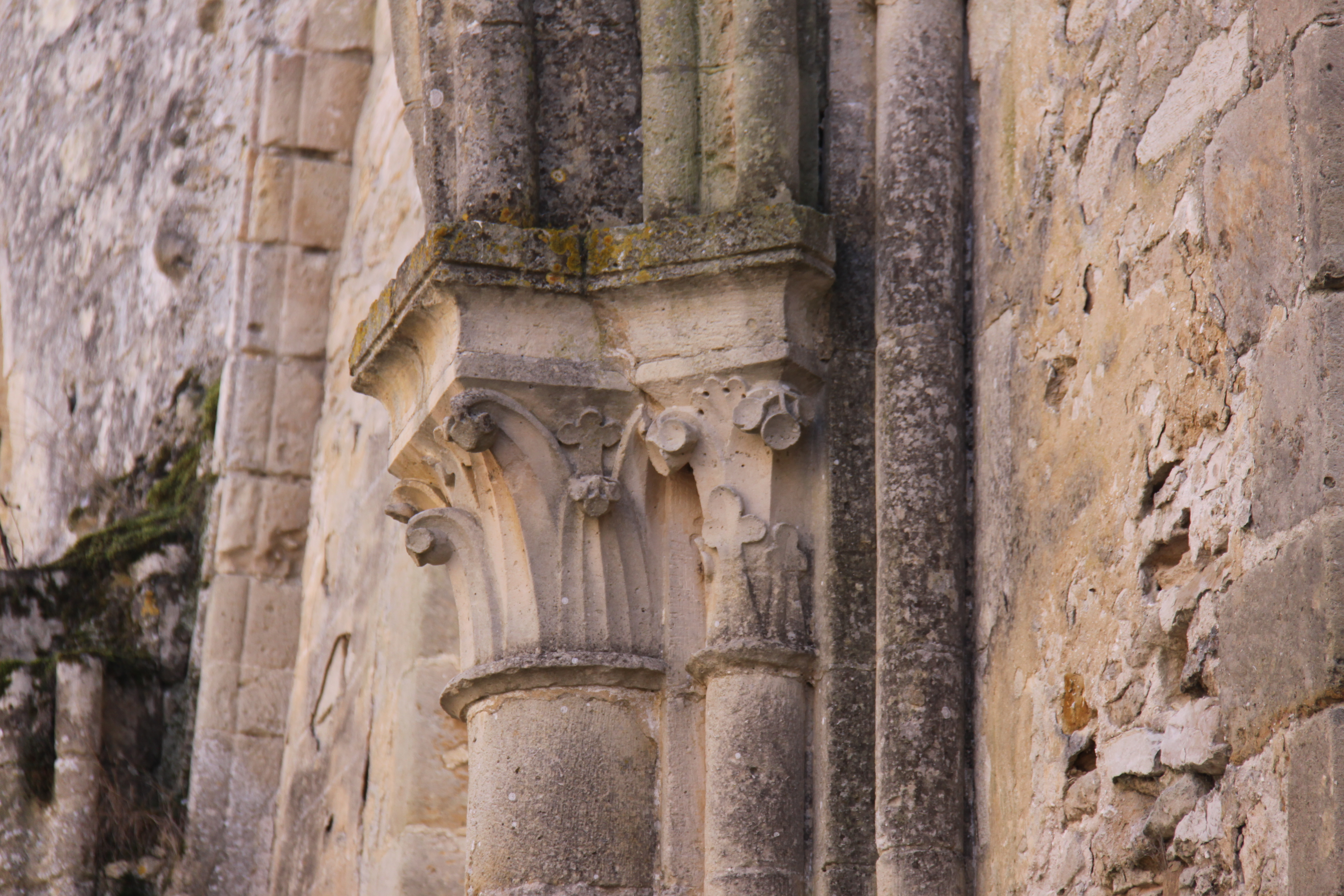
Chapiteaux

## Localisation
L'église est située dans le hameau de Cointicourt, sur la commune de Monnes, dans le département de l'Aisne.

## Historique
Cette église date des XIIIe  et  XVIe siècles.
Le monument est classé au titre des monuments historiques en 1921.